# Quellenberg (Weimar)

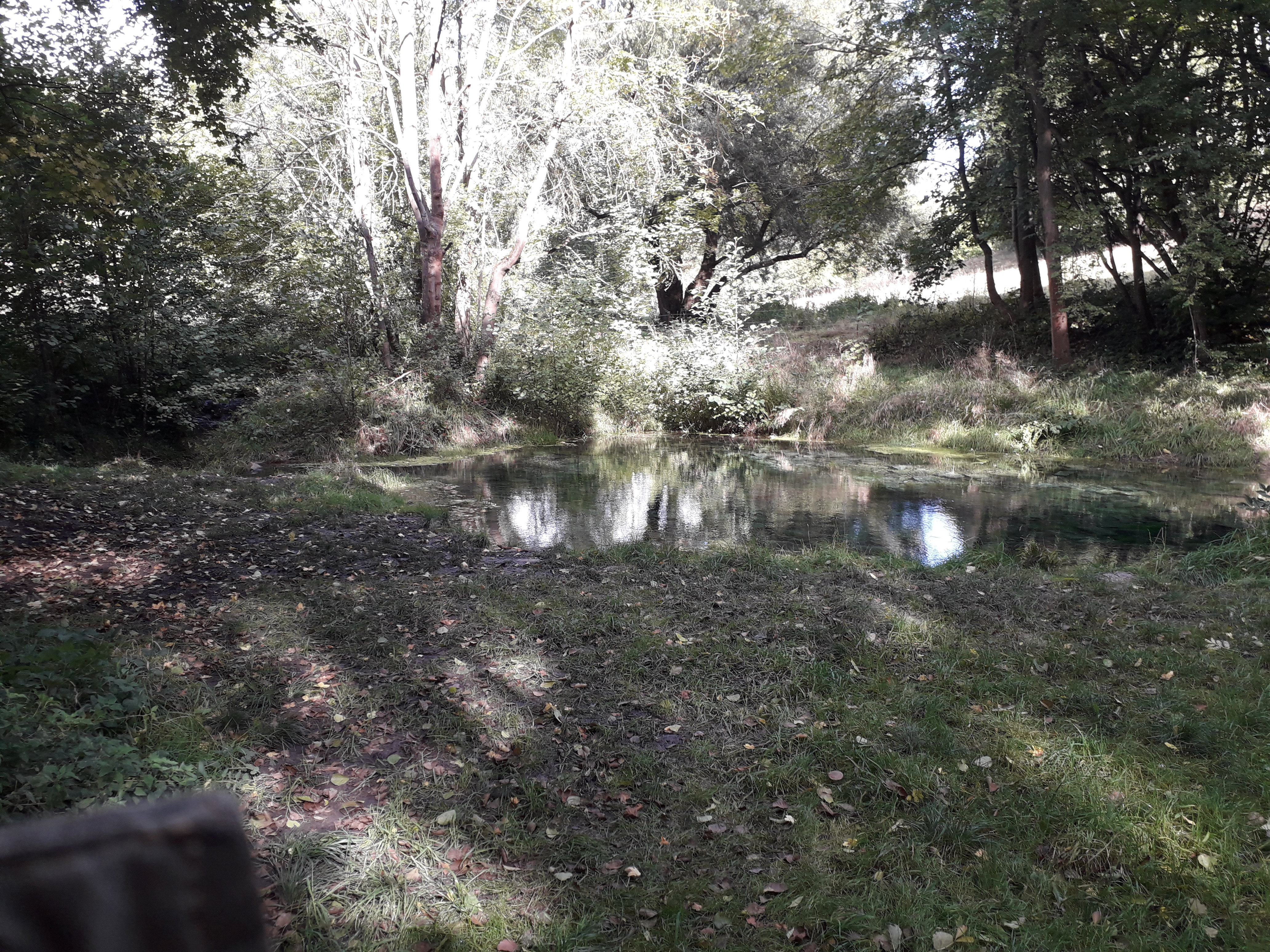
Herzquelle am Quellenberg

Der Quellenberg im Weimarer Ortsteil Oberweimar ist eine Anliegerstraße zwischen der Martin-Luther-Straße und der Bahnhofstraße. Die Straße schneidet das Tal des Papierbachs. An ihrer tiefsten Stelle überquert ein Steg den Papierbach.
Seinen Namen hat der Quellenberg von mehreren in der Nähe liegenden Karstquellen, die den Papierbach speisen, unter anderem der Herzquelle, deren Wasser zeitweise zur Trinkwassergewinnung genutzt und später direkt der Ilm zugeleitet wurde, nach einer Renaturierung fließt es nun wieder dem Papierbach zu. Die Lage der Quellen ist der Ilmtalstörung geschuldet, an dieser Verwerfung dringt Wasser aus größerer Tiefe hervor. Im Straßenbereich wird die Oberfläche durch die Schichten des unteren Keupers und des oberen Muschelkalks gebildet, die teilweise durch eine Lößlehmauflage verhüllt sind.
Eine weitere Quelle des Papierbachs ist der Mägdeborn. Ein den Quellenberg kreuzender Straßenzug heißt dementsprechend Am Mägdeborn.